# Eesha Karavade
Eesha Karavade est une joueuse d'échecs indienne née le 21 novembre 1987 à Pune. Maître international (titre mixte) depuis 2010, elle a remporté la médaille de bronze au championnat d'Asie d'échecs individuel féminin en 2011.
Au 1er février 2017, elle est la numéro quatre indienne avec un classement Elo de 2 418 points.

## Compétitions par équipe
Eesha Karavade a représenté l'Inde lors de trois olympiades féminines (en 2010, 2012 et 2014) ainsi que de deux championnats du monde par équipe féminine. En 2009, elle remporta la médaille d'argent individuelle au troisième échiquier. En 2013, elle jouait au premier échiquier et l'équipe indienne finit cinquième du championnat du monde féminin par équipe.